# Боја новца
Боја новца (енгл. The Color Of Money), је амерички спортски драмски филм из 1986. године, режисера Мартина Скорсезеа. Филм је базиран на истоименој књизи из 1984. године. Духовни је наставак филма Хазардер из 1961., у коме такође главну улогу тумачи Пол Њумен.

## Радња
Чувени мајстор билијара Еди Фелсон, звани „Брзи”, већ дуже време не игра, али је заузет мирним и исплативим послом препродаје алкохола. Једном у бару, упознаје младог талентованог играча Винсента и преузима покровитељство над њим. Еди је одлучио да се сети своје младости и научи младића уметности зарађивања великог новца за столом са зеленим платном. „Освојени новац је двоструко слађи од зарађеног новца”, каже Еди. У пратњи њих на турнеји је и Винсентова девојка Кармен, која игра своју улогу у некој врсти представе која се поставља да би надражила наивчине који гледају утакмицу.
Међутим, ако мудри ветеран игра за новац, онда новајлија игра на победу. Винсент не може да контролише своје емоције. Еди не успева да убеди Винсента да понекад морате да изгубите и сакријете своју праву вештину, да намамите непријатеља да бисте зарадили више. Коначно, Еди губи стрпљење и одлучује да напусти Винсента и Кармен, жалећи што није могао да пренесе своју вештину на њега. У међувремену, он сам осећа да се није у потпуности изразио као играч у своје време. Иако године нису исте, а вид му опада, он поново узима штап у своје руке и почиње сам да тренира и игра.
Прође неко време. Након што је прошао низ мањих турнира, Еди Фелсон улази у национално првенство у базену које се одржава у Атлантик Ситију. У четвртфиналу, његов турнирски пут се укршта са Винсентом. Бивша омладина се озбиљно променила, сазрела и пре састанка се захваљује свом учитељу и тврди да и сам може да научи Едија нечему. У току најтврдокорнијег дуела, Еди извлачи победу и одлази у хотел да се припрема за полуфинале. Изненада, увече, Винсент се појављује у његовој соби и доноси му велику суму новца. Винсент тврди да је подлегао Едију да би добио новац који се кладио на њега на подземној наградној игри, и спреман је да са Едијем подели свој део - 8.000 долара. Еди је толико разочаран да се сутрадан повлачи са турнира. По изласку из шампионске сале, Еди се састаје са Винсентом и позива га да игра за право, за 8.000 долара, ако не може да игра бесплатно. Винсент невољно пристаје и играчи почињу игру.

## Улоге
| Глумац                     | Улога           |
| -------------------------- | --------------- |
| Пол Њумен                  | Брзи Еди Фелсон |
| Том Круз                   | Винсент Лорија  |
| Мери Елизабет Мастрантонио | Кармен          |
| Хелен Шејвер               | Џанел           |
| Џон Туртуро                | Џулијан         |
| Форест Витакер             | Ејмос           |
| Рон Дин                    | момак у гомили  |

## Зарада
- Зарада у САД - 52.293.982 $